# Richard Baker (Unternehmer)
Richard Alan Baker (* 27. November 1965) ist ein US-amerikanischer Unternehmer und Investor. Er ist 38. Governor, sowie CEO und Executive Chairman des kanadischen Handelsunternehmens Hudson’s Bay Company (HBC) sowie von dessen Beteiligungen. Er ist auch, mit seinem Sohn Jack, der Eigentümer der von seinem Vater gegründeten National Realty & Development Corporation (NRDC), die als Immobilienentwickler und Immobilieninvestor tätig ist. Mit William Mack und Lee Neibart, Prinzipalen von Apollo Real Estate Advisers (ehemals Teil von Apollo Global Management), gründete Baker im Jahr 2005 das Investmentunternehmen NRDC Equity Partners, das 2008 Mehrheitseigentümer der Hudson’s Bay Company wurde. Über HBC war Baker von 2015 bis 2019 Mehrheitseigentümer der deutschen Warenhauskette Galeria Kaufhof.
Baker wuchs in Greenwich (Connecticut) auf. 1988 erreichte er an der Cornell University einen Master of Science in Hotelmanagement. Er ist seit 1993 verheiratet und hat drei Kinder.